# ナタリア・ツィリンスカヤ
ナタリア・ツィリンスカヤ（ロシア語表記:Наталья Цилинская、ラテン文字表記:Natallia Tsylinskaya、1975年8月30日- ）は、ベラルーシ・ミンスク出身の女子自転車競技選手（トラックレース）。

## 経歴
ソビエト連邦時代にはアレクサンダー・ベルヤトコフスキーの指導の下、14歳のときにソ連ジュニア選手権で優勝。またソ連邦崩壊後の1993年にはジュニア世界自転車選手権で銅メダルの獲得実績がある。だがその後、結婚、出産のため現役を引退。しかし1998年に現役復帰を決意。また練習拠点をモスクワへと移した。そこでコーチであるスコビエフ・スタニスラブの指導を受け、めきめきと力をつけていく。一方でその決意に夫は理解を示さなかったことから、後に離婚することになる。ちなみに2001年までは、ナタリア・マルコフニチェンコという登録名だった。
さらに女子短距離界では圧倒的強さを誇ったフランスのフェリシア・バランジェが、2000年シドニーオリンピックを最後に引退。その後を受け継ぐ形で圧倒的な強さを誇るようになっていく。世界自転車選手権では500mタイムトライアルで優勝5回、同大会スプリントでは優勝3回の実績を誇る。また2004年アテネオリンピック・500mタイムトライアルでは銅メダルを獲得。また同大会のスプリントでは5位だった。
とりわけ、500mタイムトライアルでは、オーストラリアのアンナ・メアレスと長年に亘って優勝争いを演じ、加えて同種目の世界記録も互いに更新しあう形が続いている。またスプリントではメアレスの他、イギリスのヴィクトリア・ペンドルドンと最近ではライバル関係にあり、また以前は友人関係でもあるという、ロシアのスヴェトラナ・グランコフスカヤと毎年のように優勝争いを演じた。2008年北京オリンピックを最後に第一線から退いた。